# 神秘小鎮
《神秘小鎮》是一部2013年美國懸疑犯罪劇情片。

## 劇情大綱
《神秘小鎮》描述一位大學生荷莉（Elisabeth Harnois飾）的弟弟南森，被兩個列敦鎮（Riddle）男孩帶走，從此下落不明。事件發生過後的第二年，荷莉意外在市集發現與弟弟相關的線索。於是，她驅車前往列敦鎮，希望找到失蹤已久的弟弟，卻發現小鎮死氣沉沉，住民對外來者充滿莫名的敵意。 
惶恐不安的荷莉求助當年負責弟弟一案的小鎮警長理查（方·基默飾），但遭警長冷漠拒絕。幸好在警長女兒安珀（狄歐拉·貝爾德飾）的協助下，案情漸露曙光。
然而，當塵封已久的案件重新開啟，小鎮背後的秘密也慢慢地被揭開。

## 外部連結
- 互联网电影数据库（IMDb）上《神秘小鎮》的资料（英文）